# (35464) Elisaconsigli
(35464) Elisaconsigli, désignation provisoire 1998 DC33, est un astéroïde de la ceinture principale de 6,610 km de diamètre découvert en 1998.

## Description
(35464) Elisaconsigli a été découvert le 27 février 1998 dans la Station d'observation d'Asiago Cima Ekar, gérée par l'observatoire astronomique de Padoue en Italie, par Giuseppe Forti et Maura Tombelli.

### Caractéristiques orbitales
L'orbite de cet astéroïde est caractérisée par un demi-grand axe de 2,40 ua, un périhélie de 2,01 ua, une excentricité de 0,16 et une inclinaison de 10,87° par rapport à l'écliptique. Du fait de ces caractéristiques, à savoir un demi-grand axe compris entre 2 et 3,2 ua et un périhélie supérieur à 1,666 ua, il est classé, selon la JPL Small-Body Database, comme objet de la ceinture principale.

### Caractéristiques physiques
(35464) Elisaconsigli a une magnitude absolue (H) de 14,8 et un albédo estimé à 0,052, ce qui permet de calculer un diamètre de 6,610 km. Ces résultats ont été obtenus grâce aux observations du Wide-field Infrared Survey Explorer (WISE), un télescope spatial américain mis en orbite en 2009 et observant l'ensemble du ciel dans l'infrarouge, et publiés en 2011 dans un article présentant les premiers résultats concernant les astéroïdes de la ceinture principale.

## Étymologie
Cet astéroïde est nommé en l'honneur d'Elisa Consigli (1971-).